# Ignoratio elenchi

L’ignoratio elenchi (« ignorance de l'argument »), ou conclusion excessive, est un sophisme qui consiste à prouver autre chose que ce qui est en cause. L’erreur n’est pas seulement un défaut de logique mais également un défaut de raisonnement.
Pour mieux combattre son adversaire dans le débat, il s’agit ainsi de lui attribuer quelque chose qu’il n’a pas dite ou faite, ou lui imputer les conséquences qu’on s’imagine pouvoir tirer de ses idées. Le débatteur déplace la question, il prouve ainsi une proposition autre que celle qu’il doit prouver. Par exemple, quand A et B débattent de savoir si la loi autorise A à faire une chose et que A allègue que la loi « devrait » le lui permettre, ce dernier réalise une ignoratio elenchi.

## Définition
L’ignoratio elenchi appartient à la catégorie plus large des sophismes qu’Aristote décrit dans Réfutations sophistiques. Il y affirme que tous les sophismes sont une forme d’« ignoratio elenchi ».

« Telle que la définit Aristote (Réfutations sophistiques, 167 a 21-35), l’ignoratio elenchi repose sur l’absence de définition ou sur la définition défectueuse d’un syllogisme ou d’une réfutation. C’est donc un faux raisonnement reposant sur une confusion, comme lorsque l’on dit qu’une même chose est double et n’est pas double. C’est au fond une confusion de langage (Réfutations sophistiques, 167 A 35). Ainsi la réfutation d’un argument arbitrairement prêté à l’interlocuteur sera-t-elle considérée comme une ignoratio elenchi dans la mesure où l’on ne s’est pas entendu avec lui sur la définition réelle de la chose » »

— Djibril Samb,  Manuel de méthodologie et de rédaction bibliographique
En latin, l’expression ignoratio elenchi signifie une « ignorance de la réfutation ». Ici, elenchi est le génitif singulier du mot latin elenchus qui vient du grec ἔλεγχος elenchos ou réfutation. Chez Socrate, l’elenchos est ainsi un mode d’argumentation grâce auquel il montre à son interlocuteur qu’il se contredit. 
L’ignoratio elenchi est ainsi l'ignorance délibérée de ce qu'on doit prouver contre son adversaire: « Prouver autre chose que ce qui est en question, partir de la question posée et s'en écarter insensiblement jusqu'à la faire perdre de vue à l'auditeur ou au lecteur, ou bien y substituer brusquement, par une tactique saisissante et audacieuse, une autre question, abandonner l'enchaînement démonstratif des propositions pour faire appel au sentiment ou à la passion...»

## Lire aussi
- Attaque ad hominem
- Défense Chewbacca
- Argumentum ad personam
- La Dialectique éristique
- Sophisme
- Rhétorique
- Argumentum ad baculum (l'argument du bâton)
- Ultima ratio (la dernière raison, le dernier moyen)